# Thomas Kietzmann

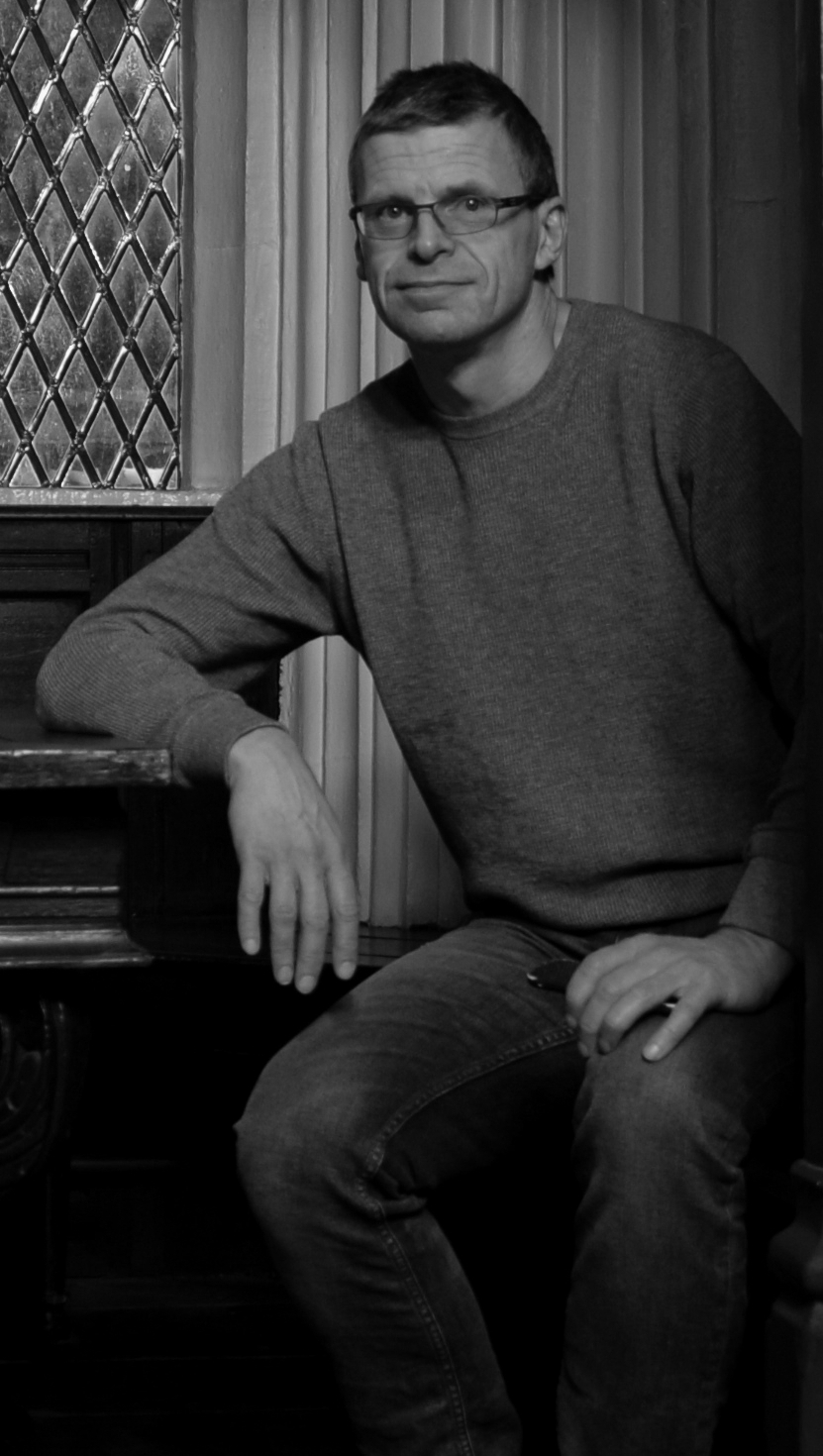
Thomas Kietzmann

Thomas Kietzmann (* vor 1989 in Greifswald) ist ein deutscher Arzt und Biochemiker. Er ist Professor für Biochemie an der Universität Oulu in Finnland.

## Werdegang
Thomas Kietzmann studierte Medizin an der Universität Greifswald und schloss sein Studium 1989 als Diplom-Mediziner ab. Als UNESCO International Training Research Fellow hielt er sich 1989 am Institut für Genetik der Ungarischen Akademie der Wissenschaft in Szeged, Ungarn, auf. Zwei Jahre später promovierte er zum Dr. med. an der Universität Greifswald. Ein Post-Doc-Aufenthalt brachte ihn an die Universität Göttingen, an der er 1996 seinen Facharzt ablegte und 2001 am Institut für Biochemie und Molekulare Zellbiologie habilitiert wurde. Er blieb an derselben Universität als Privatdozent für Biochemie und Molekulare Zellbiologie tätig. Im Jahr 2004 folgte er einem Ruf als Professor für Biochemie an die Universität Kaiserslautern.
2009 folgte er einem Ruf an die der Fakultät für Biochemie und Molekulare Medizin der Universität Oulu auf den Lehrstuhl für Zelluläre Biochemie, wo er seither in Forschung und Lehre aktiv ist.

## Forschung
Kietzmanns Forschungsschwerpunkte liegen auf den Themen Sauerstofferkennung (oxygen sensing), Hämostase, Onkologie und Krebsforschung, Leberfunktionen, -metabolismus und Ernährung, sowie Oxidativer Stress und Reaktive Sauerstoffspezies (ROS).
Bedeutende Beiträge leistete er auf dem Gebiet der transkriptionellen Regulation des Plasminogen-Aktivator-Inhibitor-1 (PAI-1) Gens durch Hypoxie und andere Mediatoren.
Er leitet Forschung in mehreren nationalen, internationalen und EU-Projekten, und fungiert als beratender Experte für mehrere Organisationen, darunter die Europäische Kommission.
Für seine Arbeiten erhielt Kietzmann mehrere akademische Auszeichnungen und Ehrungen, darunter eine Auszeichnung der Deutschen Arbeitsgemeinschaft zum Studium der Leber (GASL) und der österreichischen Gesellschaft für Thrombose- und Hämostaseforschung (GTH).

## Ehrungen und Auszeichnungen
Kietzmann wurde im Dezember 2023 aus Anlass des finnischen Unabhängigkeitstages mit dem Ritterabzeichen des Ordens der Weißen Rose von Finnland I. Klasse ausgezeichnet.

## Veröffentlichungen
Kietzmann hat in seiner Forschungstätigkeit bisher (Stand: 2017) 128 Publikationen in wissenschaftlichen Fachzeitschriften sowie Beiträge in Büchern verfasst.
- Gerhard P. Püschel, Thomas Kietzmann, Detlef Doenecke, Hartmut Kühn, Wolfgang Höhne, Bruno Christ, Jan Koolman: Taschenlehrbuch Biochemie. Thieme 2011, ISBN 978-3-13-148691-2.
- A. Görlach, P. Klappa, T. Kietzmann: The endoplasmic reticulum: Folding, calcium homeostasis, signaling, and redox control In: Antioxidants & Redox Signaling. Volume 8, Issue 9-10, September 2006, Pages 1391-1418
- A. Görlach, I. Diebold, V. B. Schini-Kerth, U. Berchner-Pfannschmidt, U. Roth, R. P. Brandes, T. Kietzmann, R. Busse: Thrombin activates the hypoxia-inducible factor-1 signaling pathway in vascular smooth muscle cells role of the p22phox-containing NADPH oxidase In: Circulation Research. Volume 89, Issue 1, 6 July 2001, Pages 47-54
- S. Bonello, C. Zähringer, R. S. BelAiba, T. Djordjevic, J. Hess, C. Michiels, T. Kietzmann, A. Görlach: Reactive oxygen species activate the HIF-1α promoter via a functional NFκB site. In: Arteriosclerosis, Thrombosis, and Vascular Biology. Volume 27, Issue 4, April 2007, Pages 755-761.